# Вплив війни на довкілля

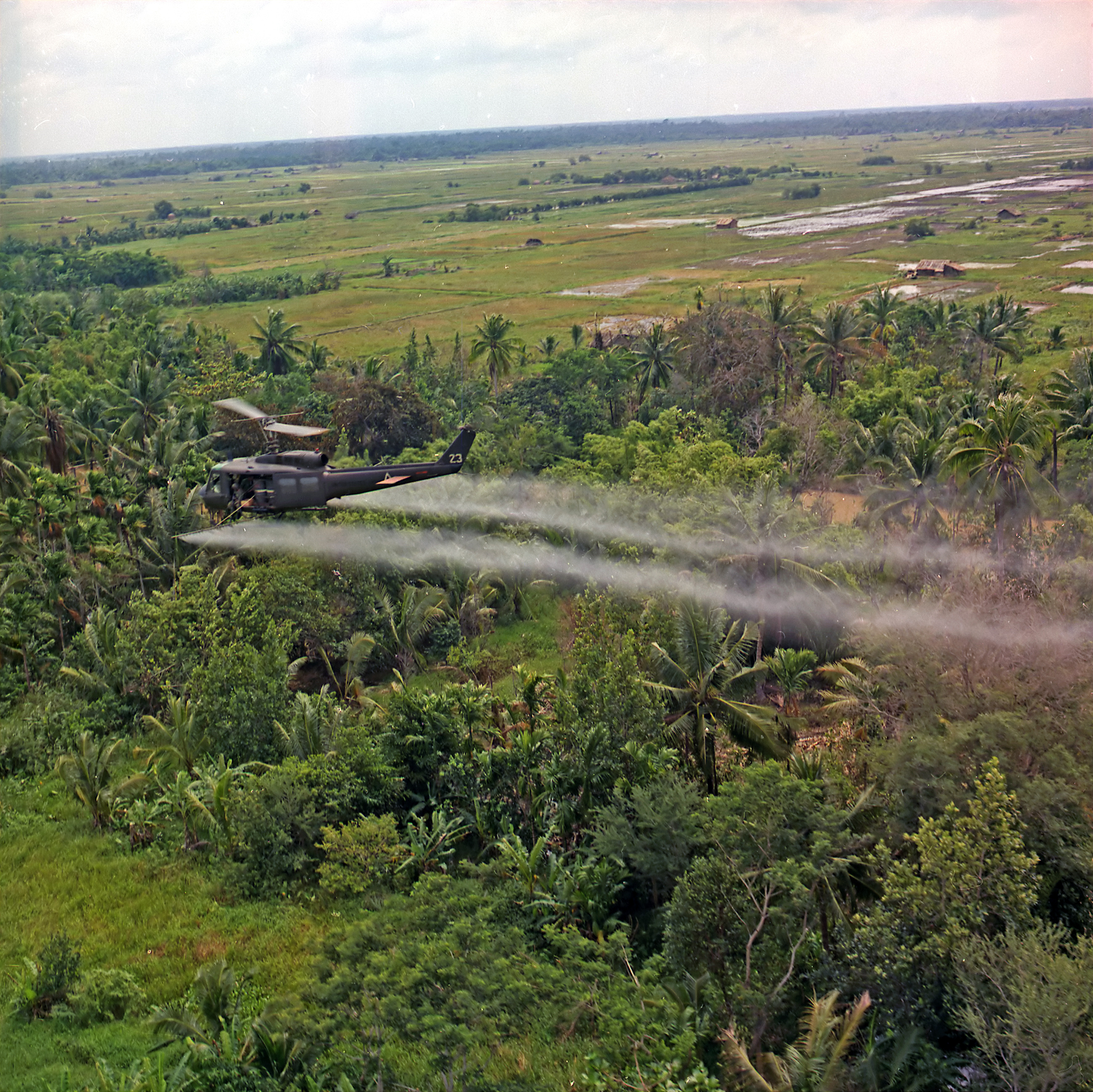
Agent Orange, гербіцид, яким розпилювали сільськогосподарські угіддя під час війни у В'єтнамі

Вплив війни на навколишнє середовище виражається у локальних та глобальних наслідках ведення воєнних дій щодо навколишнього середовища. Він зосереджується на модернізації війни та її зростаючому впливі на навколишнє середовище. Протягом більшої частини історії використовувалася тактика випаленої землі. Однак методи сучасної війни завдають набагато більшого руйнування навколишньому середовищу. Прогресування війни від хімічної зброї до ядерної зброї створювало дедалі більше навантаження на екосистеми та навколишнє середовище. Конкретні приклади впливу війни на навколишнє середовище включають Першу світову війну, Другу світову війну, війну у В'єтнамі, громадянську війну в Руанді, війну в Косово, війну в Перській затоці та Російсько-українську війну.

## Історичні події

### В'єтнам

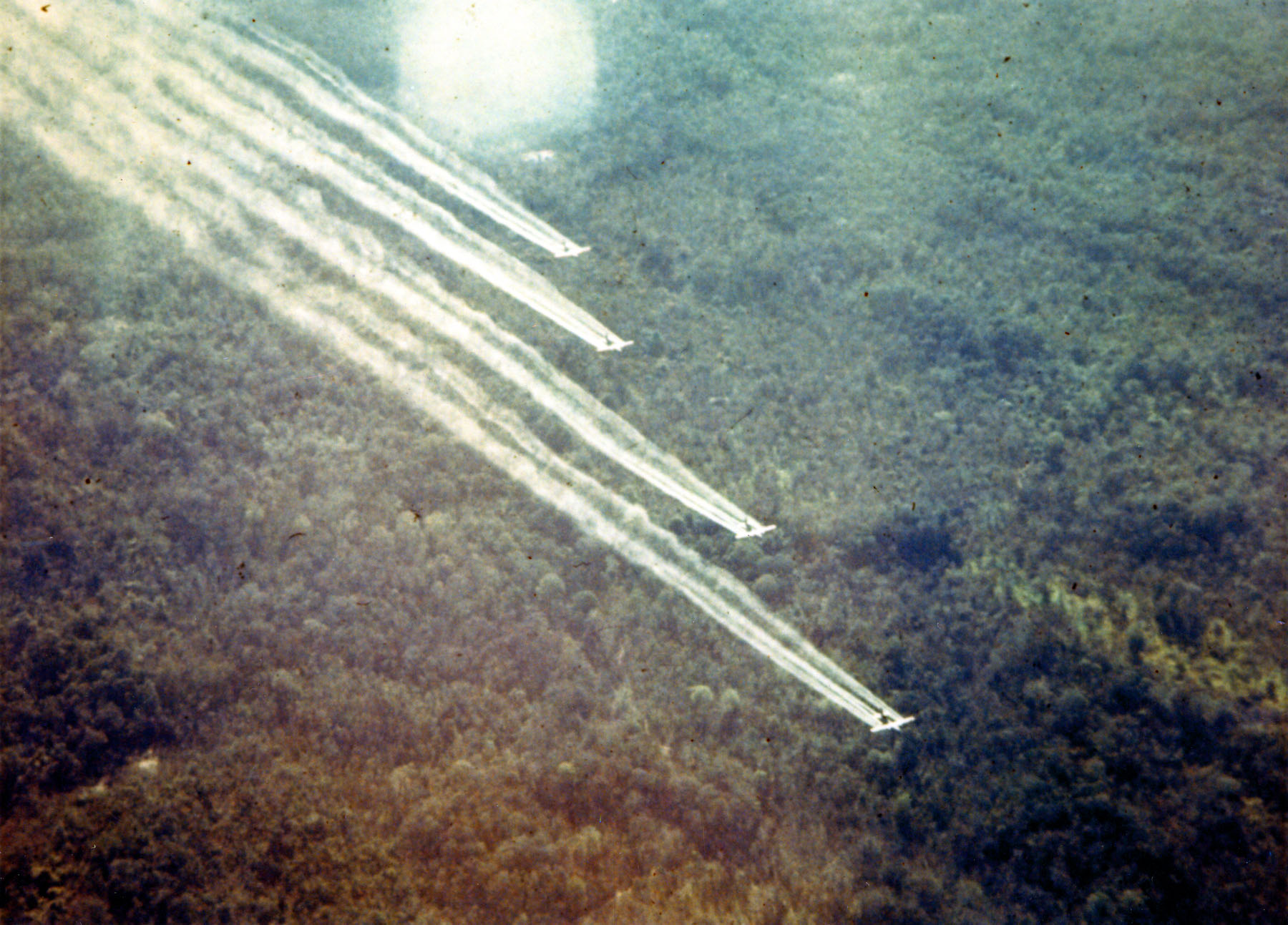
Запуск розпилення дефоліанта, частина операції Ranch Hand, під час війни у В'єтнамі літаком UC-123B Provider

Війна у В'єтнамі мала значні наслідки для навколишнього середовища через хімічних речовин, які використовувалися для знищення рослинності, що має військове значення. Вороги знаходили перевагу в тому, щоб залишатися невидимими, змішуючись з цивільним населенням або ховаючись в густій рослинності і протистоячи арміям, націленим на природні екосистеми. Американські військові використовували «понад 20 мільйонів галонів гербіцидів […] для дефоліації лісів, розчищення заростей уздовж кордонів військових об'єктів і знищення ворожих посівів». Хімічні речовини дали США перевагу у військових діях. Однак рослинність не змогла відновитися, і після неї залишилися голі грязі, які все ще існували через роки після обприскування. Постраждала не лише рослинність, але й дика природа: «Дослідження в'єтнамських екологів, проведене в середині 1980-х років, задокументувало лише 24 види птахів і 5 видів ссавців, присутніх в обприсканих лісах і на перетворених територіях, порівняно з 145—170 видами птахів і 30-55 видами ссавців у незайманих лісах». Невизначені довгострокові наслідки цих гербіцидів в даний час виявляються шляхом вивчення змінених моделей розподілу видів внаслідок деградації середовищ існування та втрати водно-болотних угідь, які поглинали стік з материка.

### Африка
По всій Африці війна була основним фактором зменшення популяції дикої природи в національних парках та інших заповідних територіях. Проте зростаюча кількість ініціатив з екологічного відновлення, зокрема в національному парку Акагера в Руанді та національному парку Горонгоса в Мозамбіку, показали, що популяції диких тварин і цілі екосистеми можна успішно відновити навіть після руйнівних конфліктів. Експерти підкреслюють, що вирішення соціальних, економічних і політичних проблем є важливим для успіху таких зусиль.

#### Руанда
Геноцид у Руанді призвів до вбивства приблизно 800 000 тутсі та поміркованих хуту. Війна спричинила масову міграцію майже 2 мільйонів хуту, які втікали з Руанди протягом лише кількох тижнів до таборів для біженців у Танзанії та теперішній Демократичній Республіці Конго. Це велике переміщення людей у таборах для біженців створює тиск на навколишню екосистему. Ліси вирубували, щоб забезпечити деревиною для будівництва притулків і розведення вогнища: «ці люди постраждали від суворих умов і становили важливу загрозу для природних ресурсів». Наслідки конфлікту також включали деградацію національних парків і заповідників. Ще одна велика проблема полягала в тому, що скорочення населення в Руанді перемістило персонал і капітал в інші частини країни, що ускладнило захист дикої природи.

### Друга Світова війна
Друга світова війна призвела до значного зростання виробництва, мілітаризувала виробництво та транспортування товарів і запровадила багато нових екологічних наслідків, які можна спостерігати й сьогодні. Друга світова війна мала масштабні знищення людей, тварин і матеріалів. Післявоєнні наслідки Другої світової війни, як екологічні, так і соціальні, все ще помітні через десятиліття після закінчення конфлікту.
Під час Другої світової війни за новою технологією створювали літаки, які використовували для нальотів. Під час війни літаки використовувалися для транспортування ресурсів як на різні військові бази, так і з них, а також для скидання бомб на ворожі, нейтральні та дружні цілі. Ці дії завдали шкоди середовищам існування.
Подібно до дикої природи, екосистеми також страждають від шумового забруднення, яке створюють військові літаки. Під час Другої світової війни літаки служили транспортними засобами для перевезення екзотичних рослин, за допомогою яких бур'яни та культивовані види доставлялися в екосистеми океанічних островів через посадочні смуги літаків, які використовувалися як станції дозаправки та зупинки під час операцій на ТВД. До війни ізольовані острови навколо Європи були населені великою кількістю ендемічних видів. Під час Другої світової війни повітряні бойові дії мали величезний вплив на коливання динаміки населення.
У серпні 1945 року, після майже чотирьох років Другої світової війни, Сполучені Штати Америки скинули атомну бомбу на місто Хіросіма в Японії. Близько 70 000 людей загинули в перші дев'ять секунд після бомбардування Хіросіми, що можна порівняти з кількістю загиблих в результаті руйнівного повітряного нальоту над Токіо під час операції «Мітингхаус». Через три дні після бомбардування Хіросіми Сполучені Штати скинули другу атомну бомбу на промислове місто Нагасакі, миттєво вбивши 35 000 людей. Ядерна зброя вивільнила катастрофічні рівні енергії та радіоактивних частинок. Коли бомби були підірвані, температура досягла приблизно 3980 °C / 7200 °F. При таких високих температурах уся флора і фауна були знищені разом з інфраструктурою та людськими життями в зонах впливу. Радіоактивні частки, які викинулися, призвели до широкомасштабного забруднення землі та води. Перші вибухи підвищили температуру поверхні та створили нищівний вітер, який руйнував дерева та будівлі на своєму шляху.
Європейські ліси зазнали травматичних наслідків бойових дій під час війни. За зонами бойових дій вивозили деревину зі зрубаних дерев, щоб розчистити шляхи для ведення боїв. Знищені ліси в зонах бойових дій піддалися експлуатації.
Вперше використання дуже небезпечних хімічних речовин було розпочато під час Другої світової війни. Довгостроковий вплив хімічних речовин є наслідком як їхньої потенційної стійкості, так і поганої програми утилізації націй із запасами зброї. Під час Першої світової війни німецькі хіміки розробили газоподібний хлор та іприт. Вироблення цих газів призвело до багатьох жертв, а землі були отруєні як на полях битв, так і поблизу них.
Пізніше, під час Другої світової війни, хіміки розробили ще більш шкідливі хімічні бомби, які були упаковані в бочки та безпосередньо збережені в океанах. Утилізація хімічних речовин в океані створює ризик корозії металевих контейнерів і вимивання хімічного вмісту судна в океан. Через утилізацію хімічних речовин в океані забруднювачі можуть поширюватися різними компонентами екосистем, завдаючи шкоди морським і наземним екосистемам.
Морські екосистеми під час Другої світової війни постраждали не лише від хімічних забруднень, а й від уламків військових кораблів, з яких у воду витікала нафта. Забруднення нафтою в Атлантичному океані через аварії кораблів часів Другої світової війни оцінюється в понад 15 мільйонів тонн. Розливи нафти важко очистити, і на очищення потрібні багато років. Донині сліди нафти все ще можна знайти в Атлантичному океані після аварій морських кораблів, які сталися під час Другої світової війни.
Використання хімічних речовин під час війни допомогло збільшити масштаби хімічної промисловості, а також допомогло продемонструвати уряду цінність наукових досліджень. Розвиток хімічних досліджень під час війни також призвів до післявоєнного розвитку сільськогосподарських пестицидів. Створення пестицидів було перевагою для років після війни.
Вплив Другої світової війни на навколишнє середовище був дуже різким, що дозволило побачити їх у часи холодної війни та побачити їх сьогодні. Наслідки конфліктів, хімічного забруднення та повітряної війни сприяють зменшенню популяції глобальної флори та фауни, а також скороченню різноманітності видів.
У 1946 році в американській зоні Німеччини військові Сполучених Штатів порадили уряду підготувати житло та роботу для людей, яких бомбили з їхніх міст. Відповіддю стала спеціальна садова програма, яка надала б нові землі для проживання людей. Це також включало землю для забезпечення людей продуктами харчування. Тоді ліси досліджували на наявність хорошого ґрунту, придатного для рослинництва. Це означало, що ліс буде вирубаний, щоб зробити землю для ферм і будівництва. Програма лісового господарства буде використовуватися для використання лісів Німеччини для майбутніх ресурсів і контролю над військовим потенціалом Німеччини. За цією програмою з лісів вироблено близько 23 500 000 фест-метрів пиломатеріалів.
Алюміній був одним із найбільших ресурсів, які постраждали під час Другої світової війни. Боксит, алюмінієва руда та мінерал кріоліт були важливими, а також потребували величезної кількості електроенергії.

### Війна в Перській затоці та війна в Іраку
Під час війни в Перській затоці 1991 року нафтові пожежі в Кувейті були результатом політики випаленої землі іракських військ, які відступали з Кувейту. Розлив нафти під час війни в Перській затоці, який вважається найгіршим розливом нафти в історії, стався, коли іракські сили відкрили клапани на нафтовому терміналі Сі-Айленд і скинули нафту з кількох танкерів у Перську затоку. Нафту також скидали посеред пустелі.
Незадовго до війни в Іраку 2003 року Ірак також підпалив різні нафтові родовища.
Деякі американські військовослужбовці скаржилися на синдром війни в Перській затоці, характерним симптомом якого є порушення імунної системи та вроджені вади у їхніх дітей. Чи це пов'язано з часом, проведеним на військовій службі під час війни, чи з інших причин, залишається суперечливим.

### Інші приклади
- 1938 р. Повінь Жовтої річки, створена націоналістичним урядом у Центральному Китаї на ранніх етапах Другої японо-китайської війни, намагаючись зупинити швидке просування японських військ. Його назвали «найбільшим актом екологічної війни в історії».
- Дамба Бофорта, яка використовується як місце для звалища бомб.
- Розлив нафти на електростанції Jiyeh, бомбардований ізраїльськими ВПС під час ізраїльсько-ліванського конфлікту 2006 року.
- Formerly Used Defense Sites, військова програма США, яка відповідає за відновлення довкілля.
- План K5, спроба уряду Народної Республіки Кампучія перекрити шляхи проникнення партизанських військ Червоних кхмерів до Камбоджі між 1985 і 1989 роками, що призвело до погіршення навколишнього середовища.
- Інтервенція під керівництвом Саудівської Аравії в Ємені, втручання в громадянську війну на Близькому Сході, порушила зв'язок водно-енергетичної безпеки та продовольчої безпеки в і без того бідній країні. Війна та конфлікт призвели до забруднення води та сільськогосподарських угідь.[18]

## Екологічна небезпека
Ресурси є ключовим джерелом конфліктів між націями: «зокрема, після закінчення холодної війни багато хто припустив, що погіршення навколишнього середовища посилить дефіцит і стане додатковим джерелом збройних конфліктів». Виживання нації залежить від ресурсів навколишнього середовища. До ресурсів, які є джерелом збройних конфліктів, належать територія, стратегічна сировина, джерела енергії, води, продовольства. Щоб зберегти стабільність ресурсів, країни використовували хімічну та ядерну війну для захисту або видобутку ресурсів, а також під час конфлікту. Ці бойові отруйні речовини використовувалися часто: «під час Першої світової війни було використано близько 125 000 тонн хімічних речовин і близько 96 000 тонн під час конфлікту у В'єтнамі». Нервово-паралітичний газ, також відомий як фосфорорганічні антихолінестеразні препарати, використовувався в смертельній кількості проти людей і знищив велику кількість популяцій хребетних і безхребетних. Однак забруднена рослинність здебільшого буде збережена і стане загрозою лише для травоїдних. Результат інновацій у хімічній війні призвів до широкого спектру різних хімічних речовин для війни та домашнього використання, але також призвело до непередбаченої шкоди навколишньому середовищу.
Розвиток війни та її вплив на навколишнє середовище продовжилися з винаходом зброї масового знищення . Хоча сьогодні зброя масового знищення діє як стримуючий фактор, а використання зброї масового знищення під час Другої світової війни призвело до значного руйнування навколишнього середовища. На додаток до великих втрат людського життя, «природні ресурси, як правило, першими страждають: ліси та дикі тварини, які знищуються». Ядерна війна накладає як прямий, так і непрямий вплив на навколишнє середовище. Фізичне руйнування внаслідок вибуху або пошкодження біосфери через іонізуюче випромінювання чи радіотоксичність безпосередньо впливає на екосистеми в радіусі вибуху. Крім того, атмосферні або геосферні збурення, спричинені зброєю, можуть призвести до зміни погоди та клімату.

### Нерозірвані боєприпаси
Військові кампанії вимагають великої кількості вибухової зброї, частина якої не здетонує належним чином і залишить зброю, що не вибухнула. Це створює серйозну фізичну та хімічну небезпеку для цивільного населення, яке проживає на територіях, які колись були зонами бойових дій, через можливість детонації після конфлікту, а також вимивання хімікатів у ґрунт та ґрунтові води.

### Агент Оранж
Агент Оранж — один із гербіцидів і дефоліантів, які використовували британські військові під час надзвичайної ситуації в Малайзі та військові США у своїй програмі гербіцидної війни: Операція «Ranch Hand» піАгент Оранжд час війни у В'єтнамі. Приблизно 21 136 000 гал. (80 000 м³) препарату Агент Оранж було розпорошено по всьому Південному В'єтнаму. За даними в'єтнамського уряду, 4,8 мільйона в'єтнамців потрапили під Агент Оранж, що призвело до 400 000 смертей та інвалідності та 500 000 дітей, народжених із вродженими дефектами. За оцінками В'єтнамського Червоного Хреста, до одного мільйона людей стали інвалідами або мають проблеми зі здоров'ям внаслідок дії Агента Оранж. Уряд Сполучених Штатів назвав ці дані недостовірними.
Багато співробітників Співдружності, які працювали та/або використовували Агент Оранж під час та через десятиліття після малайського конфлікту 1948—1960 років, постраждали від серйозного впливу діоксину. Агент Оранж також спричинив ерозію ґрунту в районах Малайї. Приблизно 10 000 мирних жителів і повстанців у Малайї також постраждали від впливу дефоліантів, хоча багато істориків погоджуються, що, ймовірно, більше 10 000, враховуючи, що «Агент Оранж» використовувався у великих масштабах у Малайській надзвичайній ситуації та, на відміну від США, британський уряд маніпулював його кількістю і тримали його розгортання в таємниці, побоюючись негативної реакції з боку іноземних держав.

### Випробування ядерної зброї
Випробування ядерної зброї проводилися в різних місцях, зокрема на атолі Бікіні, тихоокеанському полігоні Маршаллових островів, Нью-Мексико в США, атолі Муруроа, Маралінга в Австралії та на Новій Землі в колишньому Радянському Союзі.
Даунвіндери — окремі особи та громади, які зазнають радіоактивного забруднення та/або ядерних опадів у результаті випробувань ядерної зброї в атмосфері та/або під землею та ядерних аварій .

### Стронцій-90
Уряд Сполучених Штатів вивчав післявоєнний вплив стронцію-90, радіоактивного ізотопу, який міститься в ядерних опадах. Комісія з атомної енергії виявила, що «Sr-90, який хімічно схожий на кальцій, може накопичуватися в кістках і, можливо, призводити до раку». Sr-90 потрапив до людини через екологічний харчовий ланцюг у вигляді опадів у ґрунті, був підхоплений рослинами, далі зосереджений у травоїдних тваринах і, зрештою, споживаний людьми.

### Боєприпаси зі збідненим ураном
Використання збідненого урану в боєприпасах викликає суперечки через численні запитання щодо потенційних довгострокових наслідків для здоров'я. Вплив урану може вплинути на нормальне функціонування нирок, мозку, печінки, серця та багатьох інших систем, оскільки окрім того, що уран є слаборадіоактивним, він є токсичним металом. Він залишається слабко радіоактивним через довгий період напіврозпаду. Аерозоль, що утворюється під час зіткнення та згоряння боєприпасів зі збідненим ураном, може потенційно забруднити великі території навколо місць зіткнення або його можуть вдихнути цивільні особи та військовий персонал. Протягом тритижневого періоду конфлікту в Іраку в 2003 році, за оцінками, понад 1000 тонн боєприпасів зі збідненим ураном було використано переважно в містах. Міністерство оборони США стверджує, що жодного типу раку людини в результаті впливу природного або збідненого урану не було виявлено.
Проте дослідження Міністерства оборони США з використанням культивованих клітин і лабораторних гризунів продовжують припускати можливість лейкемогенних, генетичних, репродуктивних і неврологічних ефектів від хронічного впливу.
Крім того, на початку 2004 року Пенсійний апеляційний суд Великої Британії приписав позови щодо вроджених вад ветерана війни в Перській затоці 1991 року через отруєння збідненим ураном. Кампанія проти збідненого урану (весна, 2004 р.). Крім того, в епідеміологічному огляді 2005 р. було зроблено висновок: «Загалом епідеміологічні дані людей свідчать про підвищений ризик вроджених вад у нащадків осіб, які зазнали впливу ЗУ».
Згідно з дослідженням, проведеним у 2011 році Алаані та ін., вплив збідненого урану було або основною причиною, або пов'язано з причиною вродженого дефекту та збільшення раку. За статтею Аль-Хадіті та ін. у журналі за 2012 рік, існуючі дослідження та дані досліджень не показують «явного збільшення вроджених дефектів» або «чітких ознак можливого впливу навколишнього середовища, включаючи збіднений уран». Далі в статті стверджується, що «фактично немає жодних суттєвих доказів того, що генетичні дефекти можуть виникнути внаслідок впливу ЗУ на батьків за будь-яких обставин».

### Використання викопного палива
При високому ступені механізації війська використовується велика кількість викопного палива . Викопне паливо є основним фактором глобального потепління та зміни клімату, що викликає все більше занепокоєння. Доступ до нафтових ресурсів також є фактором для розпалювання війни.
Міністерство оборони Сполучених Штатів (DoD) є державним органом з найбільшим використанням викопного палива у світі. За Всесвітньою книгою фактів ЦРУ за 2005 рік, якщо порівнювати зі споживанням на країну, Міністерство оборони посідає 34 місце у світі за середньодобовим споживанням нафти, поступаючись одразу після Іраку та трохи випереджаючи Швецію.

### Спалювання сміття
На базах США під час воєн 21-го століття в Іраку та Афганістані людські відходи спалювали у відкритих ямах разом із боєприпасами, пластиком, електронікою, фарбою та іншими хімікатами. Є підозри, що канцерогенний дим нашкодив деяким солдатам, які потрапили під його вплив.

### Навмисне затоплення
Затоплення можна використовувати як політику випаленої землі через використання води, щоб зробити землю непридатною для використання. Його також можна використовувати для запобігання переміщенню ворожих комбатантів. Під час Другої японо-китайської війни щоб зупинити просування японських військ було прорвано дамби на річках Хуанхе та Янцзи. Під час облоги Лейдена в 1573 році було прорвано дамби, щоб зупинити просування іспанських військ. Під час операції «Покарання» під час Другої світової війни греблі річок Едер і Сорпе в Німеччині зазнали бомбардувань Королівських військово-повітряних сил, що призвело до затоплення великої території та зупинки промислового виробництва, яке використовувалося німцями під час війни.

## Мілітаризм і екологія
Безпека людини традиційно пов'язувалася виключно з військовою діяльністю та обороною. Науковці та інституції, такі як Міжнародне бюро миру, зараз все частіше закликають до більш цілісного підходу до безпеки, зокрема наголошуючи на взаємозв'язках і взаємозалежності, які існують між людьми та навколишнім середовищем. Військова діяльність має значний вплив на навколишнє середовище. Війна не тільки може бути руйнівною для соціального середовища, але й військова діяльність створює велику кількість парникових газів (які сприяють антропогенній зміні клімату), забруднення та спричиняє виснаження ресурсів, серед іншого впливу на навколишнє середовище.

### Викиди та забруднення парникових газів
Кілька досліджень виявили сильну позитивну кореляцію між військовими витратами та збільшенням викидів парникових газів, причому вплив військових витрат на викиди вуглецю є більш помітним для країн Глобальної Півночі (тобто: розвинених країн ОЕСР). Відповідно, армія США вважається споживачем викопного палива номер один у світі.
Крім того, військова діяльність передбачає високі викиди забруднюючих речовин. Директор Пентагону з навколишнього середовища, безпеки та гігієни праці Морін Салліван заявила, що вони працюють приблизно з 39 000 забруднених місць. Дійсно, армія США також вважається одним із найбільших джерел забруднення у світі. Разом п'ять провідних хімічних компаній США виробляють лише п'яту частину токсинів, які виробляє Пентагон. У Канаді Міністерство національної оборони з готовністю визнає, що є найбільшим споживачем енергії уряду Канади та споживачем «великих обсягів небезпечних матеріалів».
Військове забруднення є світовим явищем. Збройні сили з усього світу відповідальні за викиди двох третин хлорфторвуглеців (ХФВ), які були заборонені Монреальським протоколом 1987 року через пошкодження озонового шару. Крім того, морські аварії під час холодної війни призвели до скидання в океан щонайменше 50 ядерних боєголовок і 11 ядерних реакторів, вони залишаються на дні океану.

### Використання землі та ресурсів
Військові потреби землекористування (наприклад, для баз, навчання, зберігання тощо) часто витісняють людей із їхніх земель та будинків. У військовій діяльності використовуються розчинники, паливо та інші токсичні хімікати, які можуть вимивати токсини в навколишнє середовище, які залишаються там протягом десятиліть і навіть століть. Крім того, важка військова техніка може завдати шкоди ґрунту та інфраструктурі. Шумове забруднення, спричинене військовими діями, також може погіршити якість життя сусідніх громад, а також їх здатність вирощувати або полювати на тварин, щоб прогодувати себе. Прихильники висловлюють занепокоєння щодо екологічного расизму та/або екологічної несправедливості, оскільки переважно переміщені та/або постраждали маргіналізовані громади.
Збройні сили також дуже ресурсомісткі. Зброя та військова техніка є другим за величиною сектором міжнародної торгівлі. Міжнародне бюро миру стверджує, що більше п'ятдесяти відсотків гелікоптерів у світі призначені для військового використання, а приблизно двадцять п'ять відсотків споживання реактивного палива припадає на військові машини. Ці транспортні засоби також надзвичайно неефективні, з інтенсивним викидом вуглецю та викидами, які є більш токсичними, ніж інші транспортні засоби.

### Відповіді активістів
Військове фінансування зараз більше, ніж будь-коли раніше, і активісти стурбовані наслідками для викидів парникових газів і зміни клімату. Вони виступають за демілітаризацію, посилаючись на високі викиди парникових газів, і підтримують перенаправлення цих коштів на боротьбу з кліматом. За даними Світового банку в наш час світ витрачає близько 2,2 % світового ВВП на військове фінансування. За оцінками, до 2030 року подолання кліматичної кризи коштуватиме приблизно один відсоток світового ВВП щорічно. Крім того, активісти наголошують на необхідності профілактики та уникнення дорогого прибирання. В даний час витрати на очищення військово-зараженого місця становлять щонайменше 500 мільярдів доларів. Нарешті, активісти вказують на соціальні проблеми, такі як крайня бідність, і виступають за те, щоб більше фінансування було перенаправлено з військових витрат на ці причини.
Групи, які працюють за демілітаризацію та мир, включають Міжнародне бюро миру, Канадський голос жінок за мир, Інститут Рідо, Ceasefire.ca, Project Plowshares і Codepink.

### Позитивний вплив армії на навколишнє середовище
Є приклади з усього світу, коли збройні сили націй допомагають в управлінні та охороні земель. Наприклад, у Бхуджі, Індія, дислоковані там військові сили допомогли відновити ліси; у Пакистані армія брала участь у цунамі «Мільярд дерев», працюючи з цивільним населенням над відновленням лісів на землях у КПК та Пенджабі; у Венесуелі охорона природних ресурсів є частиною обов'язків Національної гвардії. Крім того, військове схвалення екологічно чистих технологій, таких як відновлювані джерела енергії, може мати потенціал для залучення суспільної підтримки цих технологій. Нарешті, деякі військові технології, такі як GPS і дрони, допомагають екологам, природоохоронцям, екологам і реставраторам проводити кращі дослідження, моніторинг і відновлення.

## Війна та екологічне право
З юридичної точки зору захист навколишнього середовища під час війни та військових дій частково регулюється міжнародним екологічним правом. Інші джерела також можна знайти в таких галузях права, як загальне міжнародне право, закони війни, права людини та місцеві закони кожної постраждалої країни. Кілька договорів Організації Об'єднаних Націй, у тому числі Четверта Женевська конвенція, Конвенція про всесвітню спадщину 1972 року та Конвенція про зміну навколишнього середовища 1977 року містять положення щодо обмеження впливу війни на навколишнє середовище.
Конвенція про зміну навколишнього середовища — це міжнародний договір, який забороняє військове або інше вороже використання методів зміни навколишнього середовища, що має широкомасштабні, довготривалі або важкі наслідки. Конвенція забороняє метеорологічну війну, тобто використання методів зміни погоди з метою спричинення шкоди чи руйнування. Цей договір є чинним і був ратифікований (схвалений як обов'язковий) провідними військовими державами.

## Подальше читання
- Austin, J.E., ред. (2000). The Environmental Consequences of War: Legal, Economic, and Scientific Perspectives. Cambridge University Press. ISBN 9780521780209.
- Brauer, Jurgen (2009). War and Nature: The Environmental Consequences of War in a Globalized World. Rowman & Littlefield. ISBN 9780759112063.
- The Gulf War and the Environment. Taylor & Francis. 1994. ISBN 9782881246494.
- Hayward, Joel (2013). Airpower and the Environment: The Ecological Implications of Modern Air Warfare. Air University Press. ISBN 978-1-58566-223-4.
- Closman, Charles E., ред. (2009). The Global Environmental Footprint of the U.S. Military: 1789-2003. War and the Environment: Military Destruction in the Modern Age. Texas A&M Press. ISBN 9781603441698.
- McNeill, J.R., ред. (2010). Environmental Histories of the Cold War. Cambridge University Press. ISBN 9780521762441.
- Price, Andrew R.G., ред. (1994). The 1991 Gulf War: Environmental Assessments of IUCN and Collaborators. IUCN. ISBN 9782831702056.
- Ṣādiq, Muḥammad, ред. (1993). The Gulf War Aftermath: An Environmental Tragedy. Springer. ISBN 9780792322788.
- Westing, Arthur H. (ed) (1988). Constraints on military disruption of the biosphere: an overview. Cultural Norms, War and the Environment. Oxford University Press. ISBN 9780198291251.
- William Burr, ред. (2017). "Clean" Nukes and the Ecology of Nuclear War. The National Security Archive.